# JMonkeyEngine
jMonkeyEngine (jME) é um motor de jogo com um grafo de cena integrado. jME é escrito inteiramente em Java e usa uma camada de abstração para se comunicar nativamente com o hardware da plataforma. Atualmente, o jME tem suporte a OpenGL 2.0 via LWJGL, e JOGL (ainda em desenvolvimento). Para o som, é suportado OpenAL. Entrada via teclado, mouse (rato), e outros controladores são também suportados.
jME é um projeto código aberto dirigido por uma comunidade, lançado sob a licença BSD. Ele está sendo usado atualmente por alguns estúdios de jogos, como também por universidades.

## Projetos usando jME
- Bang! Howdy por Three Rings
- Call of the Kings - The Mirror Black
- Simport por Tygron Serious Gaming